# Rassemblement pour la République
Rassemblement pour la République (RPR) var et fransk konservativt (gaullistisk) parti stiftet den 5. december 1976 af Jacques Chirac, der var partiets leder indtil 1994. 
Partiet, der ideologisk var inspireret af Charles de Gaulle, fungerede i høj grad som en kampagnemaskine for Chirac. I 2002 skiftede partiet navn til Union pour un mouvement populaire (UMP).